# Bohores
Els bohores (bohra, plural bohras) són una comunitat musulmana de l'Índia occidental, de majoria xiïta ismaïlita, continuadors dels partidaris del califa fatimita al-Mustalí (1094–1101), oposats al seu germà Nàdhir.
El nom bohora vol dir "mercader" i deriva del gujaratí vohorvu (comerciar), ja que els primers conversos eren comerciants.Fins al 1539 el cap de la secta residia al Iemen i els bohores hi anaven en peregrinació. El 1539 Yússuf ibn Sulayman va emigrar a l'Índia i es va instal·lar a Sidhpur, a l'estat de Maharashtra. A la mort de Dawud ibn Ajab-Xah el 1588 es va produir una escissió i els bohores del Gujarat, que eren majoria, van escollir Dawud ibn Kutb-Xah; però alguns bohores de l'Índia i els del Iemen no el van acceptar i van nomenar Sulayman que al·legava haver estat designat successors per Dawud ibn Ajab-Xah. Els dos líders van ser enterrats a Ahmadabad. Això va originar els bohores sulaymànides (amb el seu daï al Iemen i un delegat o mansub a Baroda a l'Índia); els bohores dawudites tenen el seu líder a Bombai però la seu oficial és a Surat, i porta el títol de deorhi. Altres escissions petites es van produir més tard originant els bohores Aliyya (1642), i els bohores nagoixites (separats del Aliyya el 1789). Els bohores jafarites (seguidors de Sayyid Àhmad Jàfar Xirazí) es van separar dels dawudites i van esdevenir sunnites vers 1410, arribant a governar Gujarat.